# Mazzantia napelli
Mazzantia napelli är en svampart som först beskrevs av Vincenzo de Cesati, och fick sitt nu gällande namn av Pier Andrea Saccardo 1875. Mazzantia napelli ingår i släktet Mazzantia och familjen Diaporthaceae.   Inga underarter finns listade i Catalogue of Life.